# Cantonul Offemont
Cantonul Offemont este un canton din arondismentul Belfort, departamentul Territoire de Belfort (90), regiunea Franche-Comté, Franța.

## Comune
- Éloie
- Offemont (reședință)
- Roppe
- Vétrigne